# جيمس ك. إدسال
جيمس ك. إدسال (بالإنجليزية: James K. Edsall)‏ هو محامي أمريكي، ولد في 10 مايو 1831، وتوفي في 19 يونيو 1892.